# Siderus
Siderus is een geslacht van vlinders van de familie Lycaenidae.

## Soorten
- S. athymbra (Hewitson, 1867)
- S. bouvieri (Lathy, 1936)
- S. eliatha (Hewitson, 1867)
- S. giapor (Schaus, 1902)
- S. guapila (Schaus, 1913)
- S. leucophaeus (Hübner, 1818)
- S. parvinotus Kaye, 1904
- S. philinna (Hewitson, 1868)